# Idmon
Idmon (altgriechisch Ἴδμων Ídmōn), auch Agamestor (Ἀγαμήστωρ Agamḗstōr) genannt, ist ein Seher aus der griechischen Mythologie. Er begleitet die Argonauten auf ihrer Reise.
Idmon gilt als Sohn des Abas, allerdings schreibt Apollonios von Rhodos, er sei in Wirklichkeit der Sohn des Gottes Apollon und der Nymphe Kyrene, was seine Fähigkeit zum Wahrsagen erkläre. Er schließt sich den Argonauten nur zögerlich an, da er für sich ein unglückliches Schicksal vorausgesehen hat.
Als die Argonauten sich bei den Mariandynern am Schwarzen Meer aufhalten, wird Idmon von einem wilden Eber angegriffen. Peleus und Idas unternehmen einen Rettungsversuch, kommen aber zu spät. Sie erlegen zwar den Eber, aber Idmon stirbt in den Armen seiner Gefährten an seinen Verwundungen. Er bekommt ein feierliches Begräbnis, an dem auch Lykos, der König der Mariandyner, teilnimmt.
Apollon soll später durch das Orakel von Delphi den Böotern und Megarern befohlen haben, die Stadt Herakleia Pontike um den Olivenbaum herum zu bauen, der auf Idmons Grab gewachsen war. Sie befolgten diese Anweisung, verehrten den Seher aber unter dem Namen Agamestor.